# Gửi em ở cuối Sông Hồng (thơ)
Gửi em ở cuối Sông Hồng là một bài thơ của nhà thơ Dương Soái được sáng tác vào năm 1979, viết về cuộc Chiến tranh biên giới Việt – Trung 1979. Bài thơ khi mới sáng tác được in bởi Hội Văn học Nghệ thuật Hoàng Liên Sơn và đăng trên báo Văn nghệ. Năm 1980, nhạc sĩ Thuận Yến đã theo bản in trên báo Văn nghệ để sáng tác thành ca khúc cùng tên và trở thành một trong những ca khúc được những người lính Việt Nam đặc biệt yêu thích.

## Sáng tác và kiểm duyệt
Dương Soái sáng tác bài thơ này vào đầu năm 1979 khi ông là phóng viên Đài Phát thanh - Truyền hình tỉnh Hoàng Liên Sơn - thời điểm đang nổ ra cuộc chiến tranh biên giới Việt - Trung. Theo lời nhà thơ kể, ông đã vô tình trở thành người giúp các chiến sĩ chuyển thư gửi về gia đình và điều khiến ông ngạc nhiên là địa chỉ nhận thư đều là những địa phương nằm dọc sông Hồng. Và trong hai tiếng đồng hồ chờ tàu ở ga Phố Lu ngày 20 tháng 2 năm 1979, ông đã viết ra bài thơ, trong khi viết hai mắt ông giàn giụa nước mắt.
| “ | Anh ở Lào Cai Nơi con sông Hồng chảy vào đất Việt Tháng Hai, mùa này con nước Lắng phù sa in bóng đôi bờ... | ” |

Bài thơ đã được gửi đăng trên báo Văn nghệ ngay sau đó. Nhưng vì bị kiểm duyệt, ba khổ thơ của bài thơ (với 12 câu thơ) đã bị cắt bỏ và thay vào đó là một dấu ba chấm (...) ngay trước đoạn kết của bài thơ:
| “ | ...Em ra sông chắc em sẽ thấy Chỉ nỗi nhớ chúng mình đủ ấm mọi mùa đông. … Thì hỡi em yêu ở cuối sông Hồng Nếu gặp dòng sông ngàu lên sắc đỏ Là niềm thương anh gửi về em đó Qua màu nước sông Hồng, em hiểu chiến công anh. | ” |

Và trong suốt gần 40 năm, đoạn bị cắt bỏ của bài thơ đã không được người đọc biết đến:
| “ | ...Nhưng thơ ngây đâu còn ở chúng mình Khi Tổ quốc trao anh lên tuyến đầu chặn giặc Khi biên cương trong anh đã trở thành máu thịt Đạn lên nòng anh giữ ngọn nguồn sông Nỗi nhớ cho em chưa viết được đôi dòng Đạn quân thù bỗng cuồng điên bắn vào thị xã Xe tăng thù nghiến mặt sông êm ả Nhịp cầu thù chặt đứt chờ mong Bão lửa này mang sức mạnh hờn căm Phá cầu thù, xé vụn xe tăng giặc Giữa dòng sông nghìn xác thù ngã gục Máu giặc loang ố cả một vùng. | ” |

## Phổ nhạc
Năm 1980, Nhạc sĩ Thuận Yến khi đọc bài thơ trên báo Văn nghệ, đã phổ thơ thành bài hát cùng tên (Gửi em ở cuối sông Hồng). Ông đã thay câu mở đầu "Anh ở Lào Cai" thành câu "Anh ở biên cương". Theo lời của Dương Soái, ông rất biết ơn nhạc sĩ Thuận Yến đã sửa hai chữ Lào Cai thành "biên cương".